# Chaetonotus mutinensis
Chaetonotus mutinensis is een buikharige uit de familie Chaetonotidae. De wetenschappelijke naam van de soort werd in 1978 voor het eerst geldig gepubliceerd door Balsamo. De soort wordt in het ondergeslacht Primochaetus geplaatst.